# 上加伯尔峰
上加伯尔峰（德語：Ober Gabelhorn；4063米），是瑞士彭尼内山的一座山，位于采尔马特和齐纳尔。

## 地理

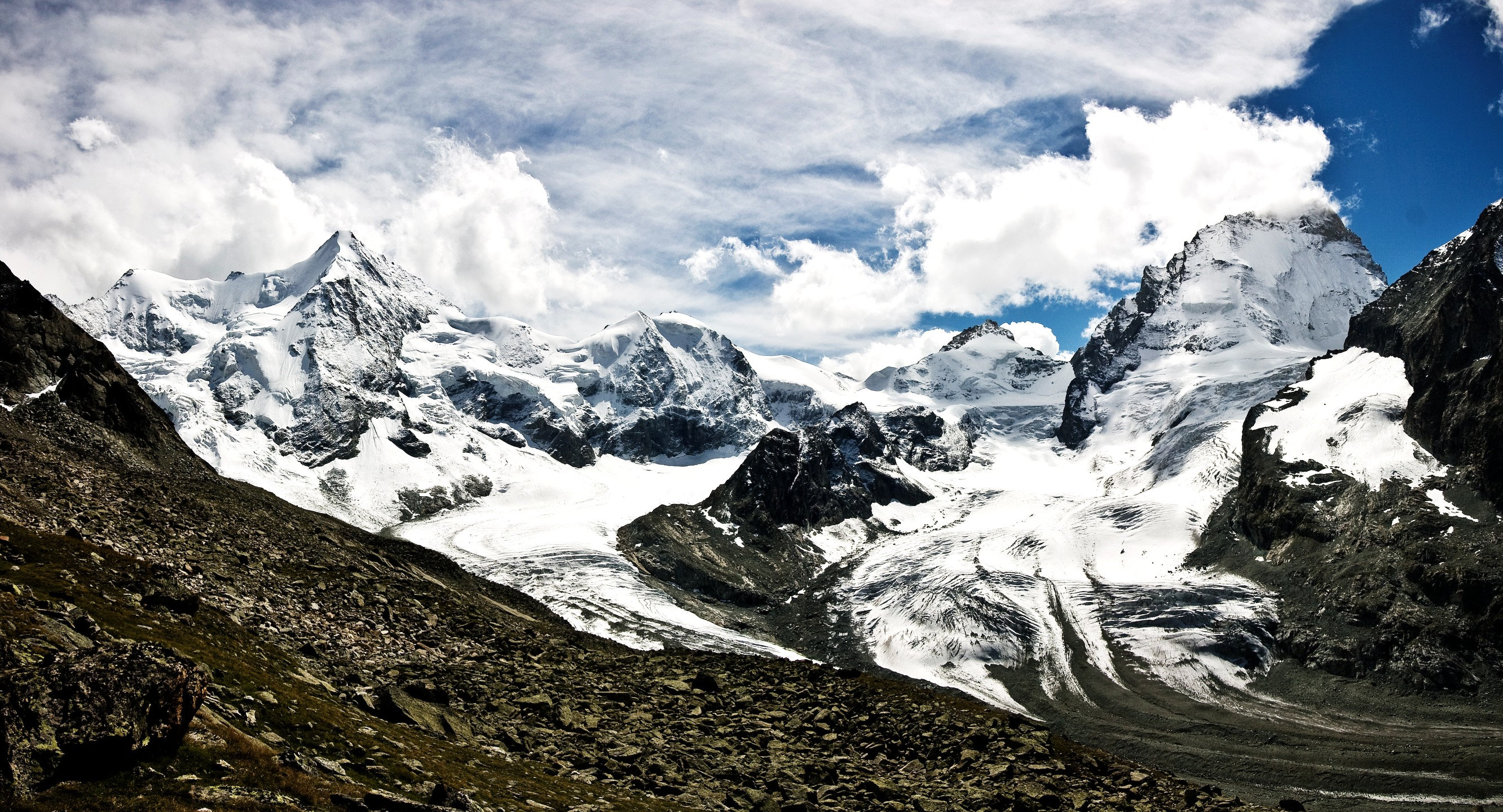
奥伯加贝尔霍恩山（左）和白牙峰（右）的全景照

上加伯尔峰位于瓦莱州南端的齐纳尔谷（Val d'Anniviers的一部分）。它随着西面的白牙峰和北面的齐纳尔红峰一起上升，位于齐纳尔冰川上方。位于Zmutt山谷茨穆特冰川的南侧，该山谷位于采尔马特以西。
上加伯尔峰和邻近的马特洪峰一样是金字塔形状，但规模更小。只有光滑的北面是冰川状的，其他几面大多是岩石的。西南山脊被称为Arbengrat，而西北偏北山脊则是Arête du Coeur。东南脊俯瞰Ober Gabeljoch（3,597米）是Gabelhorngrat。韋倫山在东北山脊的突起度较低；它通常作为正常路线的一部分攀爬。
为攀登服务的棚屋有红峰棚屋（3,198米）、Grand Mountet棚屋（2,886米）和Arben Bivouac（3,224米）。

## 攀登历史
第一次攀登与1865年7月6日由A. W. Moore、霍勒斯·沃克和Jakob Anderegg 通过东面完成。

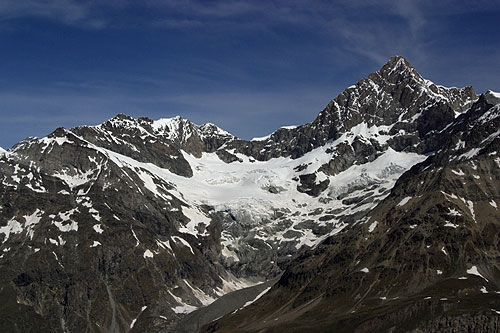
南面